# Ecomuseo urbano di Torino
L'Ecomuseo Urbano di Torino (EUT) è un ecomuseo riguardante la città di Torino.

## Storia
È nato nel 2004 e si ispira ad una logica federativa. 
Coordinato dai Servizi museali della città, è realizzato in collaborazione con le Circoscrizioni, le quali svolgono il ruolo di portavoce delle esigenze e delle aspirazioni dei cittadini.
Le Circoscrizioni V, VI e IX per prime hanno manifestato interesse a sperimentare il progetto sul campo, condividendo le linee guida della città. 
Il progetto (che coinvolse nella fase iniziale soltanto alcune porzioni del territorio cittadino, e adesso esteso a 8 su 10 Circoscrizioni) nasce dai quartieri fortemente interessati da radicali trasformazioni urbanistiche, migratorie e sociali.
La creazione di un ecomuseo esteso all'insieme del territorio metropolitano, articolato su base circoscrizionale e/o comunale, strutturato in forma autonoma, dotato di propri organi e strutture è invece un obiettivo di lungo periodo. 
Il ruolo delle circoscrizioni è centrale perché il progetto di Ecomuseo urbano di Torino è necessariamente decentrato per rispettare le multiformi specificità urbane.
Nel panorama culturale italiano l'EUT rappresenta una novità ed una realtà. 
È infatti l'unica iniziativa realizzata e avviata concretamente che in questo campo presenta continui lavori, riflessioni e ricerche.
Importante tappa, in questo senso, è stata la recente realizzazione della Carta per il patrimonio culturale urbano, uno strumento per condividere le scelte relative alla tutela e alla valorizzazione del patrimonio sul territorio urbano.

## Categoria
L'Ecomuseo urbano di Torino è un museo molto particolare. Non confinato in uno spazio delimitato ma esteso all'insieme di un territorio ed alle molteplici testimonianze presenti al suo interno. Un museo fondato più sul fare che sull'avere, più sull'elaborazione e la sua diffusione dei saperi che non sul accumulazione e sull'esposizione di collezioni e di oggetti.
L'Ecomuseo rappresenta uno stimolo all'apprendimento collettivo, un modo per "imparare insieme" in cui il sapere degli specialisti si confronta continuamente con le percezioni diffuse e con le rappresentazioni condivise dei cittadini

## Centri d'interpretazione ecomuseale
Punto di riferimento dell'Ecomuseo sono i centri d'interpretazione, che hanno funzioni di antenne museali sul territorio. Sono spazi fisici di prima interpretazione, ma anche luoghi di incontro, sedi per mostre temporanee. Sono luoghi per documentarsi sul passato e sul presente. Intorno ai centri di interpretazione ruotano le attività di conoscenza e tutela attiva del patrimonio, promossi dai centri di documentazione storica locale, dalle associazioni, dalle scuole, dai gruppi di ricerca e coordinate dall'Ecomuseo della circoscrizione.
- Centro di Interpretazione Uno: Via Dego, 6
- Centro di Interpretazione Due: Cascina Roccafranca
- Centro di Interpretazione Tre: Via Francesco Millio, 20
- Centro di Interpretazione Quattro: Via Giacomo Medici, 28
- Centro di Interpretazione Cinque: via Stradella, 192 - Principessa Isabella, via Verolengo, 212
- Centro di Interpretazione Sei: via San Gaetano da Thiene, 6
- Centro di Interpretazione Sette: Lungo Dora Savona, 30
- Centro di Interpretazione Otto: Corso Moncalieri, 18
- Centro di Interpretazione Nove: via Bossoli, 72/a

## La circoscrizione 10
La Circoscrizione 10 ha aderito nel 2006 al progetto dell'EUT.
Il principio portante di questa iniziativa è quello di creare un legame o rafforzarlo, ove necessario, tra gli abitanti di una comunità e il luogo stesso in cui risiedono. L'ecomuseo della Circoscrizione 10 svolge questo compito a Mirafiori Sud.
Principali attività svolte dall'ecomuseo della Circoscrizione 10:
- Mostra fotografica sul quartiere, in occasione dell'inaugurazione dell'ecomuseo - novembre 2006 / aprile 2007;
- mostra "Mirafiori in volo" sul primo aeroporto di Torino situato nell'area dell'attuale parco "Colonnetti" -  ottobre 2007/aprile 2008;
- Visite guidate - estate/autunno 2007.

## Elementi dell'Ecomuseo
- Mausoleo della Bela Rosin (str. Castello)
- Ex asilo Regina Margherita (str. Castello)
- Parco Colonnetti (ex aeroporto)
- Area stabilimento FIAT dismesso  (C.so Settembrini)
- Villa Scintilla (via Morandi)
- Chiesa della Visitazione di Maria Vergine e di San Barnaba (str. Castello)
- Rifugio antiaereo san Barnaba (str. Castello)
- Cimitero vecchio Mirafiori Sud (c.so Unione Sovietica)
- Via Artom (abbattimento 2 stabili e nuove aree)
- Sponde del Sangone e passerella ciclabile (per il Parco Miraflores di Nichelino)
- Castello del Drosso
- Parco Piemonte
- Piazzetta Monastir
- Area Carello
- Scuola Ada Negri / Centro Civico (Str. Comunale di Mirafiori)
- Borgo Mirafiori (str. Comunale di Mirafiori)
- Piazzetta Pola
- Lanza Porceddu / CPG (str. Cacce, 36)
- Palestra scuola Salvemini / Sala Polivalente (via Negarville)
- Capolinea 4 – Round Blur
- Piazzale Caio Mario (porta della Città)
- Cascina La Grangia (c.so unione / via Plava)
- cascina Barricada (str. Castello di Mirafiori)
- via Millelire (simbolo di disagi negli anni 70 / 80)
- area tra via Monte Cengio e via Monte Sei Busi (villette inizio anni ‘900)
- Cascina Nuova (vicino biblioteca Mirafiori) (c.so unione)
- via Vigliani (trincerone treno Fiat)